# 柴武
柴武（？—前163年），或說陳武，西漢軍事人物、開國功臣。在秦末的亂世中追隨劉邦，參與眾多戰事並屢立戰功。以功封棘蒲侯，為漢高祖定下的漢初十八功侯之一，排名第十三。諡剛侯，也稱剛武侯。一生追隨了兩位帝王(高祖、文帝)，並經歷了滅秦戰爭、楚漢戰爭、斬殺韓王信、迎立文帝、平靖濟北王叛亂等事件。

## 歸附劉邦
柴武為眾多起義軍之一，在秦朝末時，率領薛邑兩千五百人起兵反秦。
秦二世二年七月，章邯圍田榮於東阿，劉邦及柴武率兵前去救援東阿，並大破章邯。這是二人第一次合作的戰事。
秦二世二年十二月，沛公率領軍隊向西，在昌邑遇見彭越，於是與他一起進攻秦軍，作戰遭受敗績。撤兵到栗縣，正好遇到剛武侯(『剛武侯』宜為『剛侯武』)，就把他的軍隊(大約有四千人)併入了自己的軍隊。柴武因此正式歸附在劉邦陣營中。

## 重要戰爭事蹟

### 滅齊之戰
漢高祖二年（前205年），柴武率領漢軍討伐齊國歷下的膠東將軍田既，並大破田既齊軍，得以功棘蒲侯，封為列侯。

### 楚漢戰爭—垓下之戰
漢高祖五年（前202年），垓下之戰，高祖集合各諸侯兵以共擊楚軍，與項羽決勝垓下，在戰爭過程中，以「孔將軍居左，費將軍居右，皇帝在後，絳侯、柴將軍在皇帝後」柴武與周勃一起負責劉邦部隊後方的守衛工作，由此可知柴武深得劉邦信任。其後大敗項羽於垓下，最終項羽卒聞漢軍之楚歌，四面皆楚歌，以為漢軍盡得楚地，乃士氣崩潰。項羽乃敗而走，率八百騎乘夜向南突圍，由此項羽兵大敗。

### 斬殺韓王信
高祖十年（前197年），韓王信派王黃等人遊說駐守代地的陳豨起兵反漢。漢高祖十一年（前196年），韓王信又與匈奴侵漢，佔領參合。劉邦於是派遣柴武帶兵前去討伐已經歸降匈奴的韓王信，戰前柴武寫信向韓王信勸降，信中寫道
「遺信書曰：『陛下寬仁，諸侯雖有畔亡，而復歸，輒復故位號，不誅也。大王所知。今王以敗亡走胡，非有大罪，急自歸！』」
韓王信回信，婉言拒絕，
「『陛下擢僕起閭巷，南面稱孤，此僕之幸也。滎陽之事，僕不能死，囚於項籍，此一罪也。及寇攻馬邑，僕不能堅守，以城降之，此二罪也。今反為寇將兵，與將軍爭一旦之命，此三罪也。夫種、蠡無一罪，身死亡；今僕有三罪於陛下，而欲求活於世，此伍子胥所以僨於吳也。今僕亡匿山谷閒，旦暮乞貸蠻夷，僕之思歸，如痿人不忘起，盲者不忘視也，勢不可耳。』」
於是兩軍交戰，柴武陣斬韓王信於參合。

### 平定濟北王叛亂
漢文帝二年（前178年），北境匈奴大舉犯境，漢文帝讓丞相灌嬰領兵八萬五千騎北擊匈奴，不久匈奴便退走了。同年，濟北國王劉興居趁灌嬰領軍北進、文帝也離開京城之際，公然反漢。當時柴武身為大將軍，文帝命令柴武出兵讨伐，柴武俘虏了济北王劉興居，刘兴居随后自杀，济北国被撤除。

## 家庭
- 有一子，柴奇

### 其子謀反
漢文帝六年（公元前174年），柴武之子柴奇與淮南王劉長密謀造反，但事蹟敗露遭逮捕。漢文帝后元元年（公元前163年）柴武卒，因柴奇曾造反不得繼承其父的侯國，於是棘蒲侯國被除國。